# ZIL-135
L'autocarro ZIL-135 8x8 è un mezzo basico per il ruolo di trasporto pesante nell'Armata Sovietica e in molti altri paesi clienti. Prodotto dalla Zavod Imeni Lichačëva, ha una capacità di trasporto di oltre 10 ton. ed è usato tra l'altro per il BM-22 e per il lancio dei razzi balistici pesanti FROG.